# Georg Friedrich Brackebusch
Georg Friedrich Brackebusch (* 20. Juni 1799 in Hannover; † 3. Juli 1883 in Linden) war ein deutscher Freimaurer, Unternehmer und Politiker, MdFN.

## Leben
Georg Friedrich Brackebusch wurde zur Zeit des Kurfürstentums Hannover am Ende des 18. Jahrhunderts in der durch die Personalunion zwischen Großbritannien und Hannover verwaisten Residenzstadt Hannover geboren. Als Kind erlebte er die sogenannte „Franzosenzeit“, wuchs in das Königreich Hannover und die rund zwei Jahrzehnte später beginnende Industrialisierung hinein.
Im Alter von nur 33 Lebensjahren wurde Georg Friedrich Brackebusch am 15. November 1832 unter der Matrikelnummer 287 als Freimaurer in Hannover in die Johannisloge Zur Ceder aufgenommen, in der er dann bis 1849 verschiedene Ämter bekleidete.
Unterdessen übernahm Brackebusch 1845 in Linden eine dort von dem Kaufmann Georg Schütz gegründete Tapetenfabrik, die er dann unter dem Namen Tapetenfabrik Leinau bekanntmachte.
Nachdem Brackebusch zum Präsidenten des hannoverschen Handelsvorstandes gewählt worden war, wurde er ab November 1848 Vorsitzender des Vereins von Abgeordneten des Handesvorstandes. Während der Deutschen Revolution wirkte der Unternehmer für den 2. Wahlkreis der Stadt Hannover vom 15. bis zum 30. Mai 1849 als fraktionsloser Abgeordneter in der Frankfurter Nationalversammlung. Insbesondere engagierte sich Brackebusch für den Freihandel und beteiligte sich – während die deutschen Staaten politisch noch nicht vereinigt waren – am Entwurf für den „Zolltarif für das vereinigte Deutschland“.

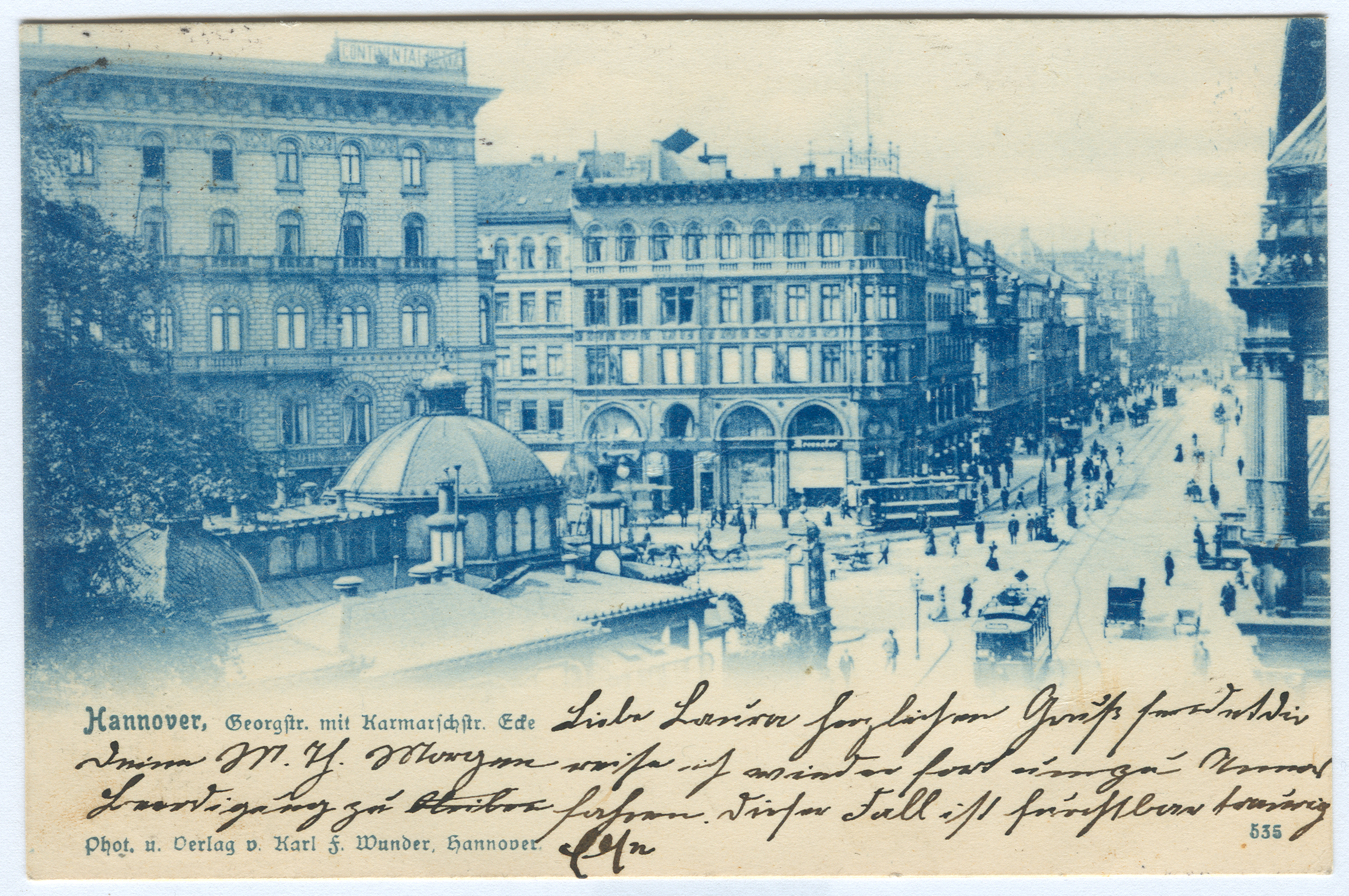
An der Stelle des späteren Europa-Hauses: Das 1881 errichtete Haus Brackebusch (Bildmitte) an der Ecke Karmarschstraße, links das Hotel Continental, davor das ehemalige Café Kröpcke;
Ansichtskarte Nr. 535 (sogenannte Mondscheinkarte) von Karl F. Wunder, um 1898

Nach der Ausrufung des Deutschen Kaiserreichs und, nachdem der Unternehmer Ferdinand Wallbrecht 1879 die Karmarschstraße als ersten Quer-Durchbruch durch die vier noch mittelalterlich geprägten Hauptstraßenzüge der Altstadt Hannovers angelegt hatte, beauftragte Brackebusch den Architekten Hubert Stier mit dem Bau des dann Brackebusch-Haus genannten Geschäftsgebäudes unter der Adresse Georgstraße 18 an der neu entstandenen Ecke zur Karmarschstraße.

## Ehrungen
- Nach der Vereinigung der zuvor zur selbständigen Stadt erhobenen Industriestadt Linden mit der Hauptstadt Hannover zur Zeit der Weimarer Republik[3] wurde der Unternehmer Georg Friedrich Brackebusch postum im Jahr 1924 durch die im (heutigen) Stadtteil Linden-Nord benannte Brackebuschstraße geehrt.[1][Anm. 1]

## Sonstiges
Ein Porträt Brackebuschs findet sich im Archiv des Historischen Museums Hannover.